# تاق آب

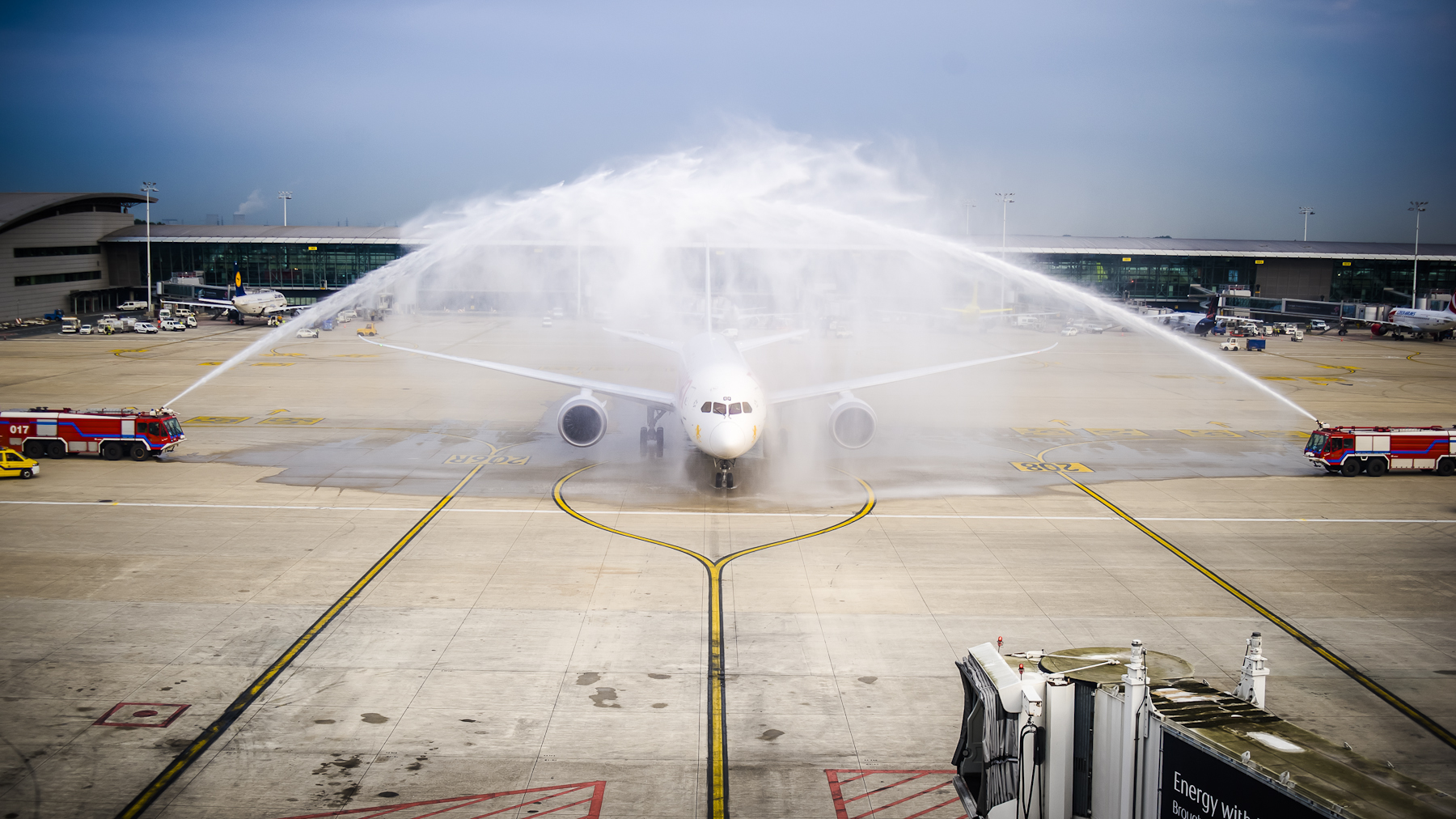
طاق آبی برای خوش‌آمدگویی به نخستین پرواز از نوع بوئینگ ۷۸۷ دریم‌لاینر لوفت‌هانزا در فرودگاه بین‌المللی بروکسل.

طاق آب نام رسم نمادینی در صنعت هوانوردی و دریایی بین‌المللی است.
در صنعت هوانوردی، هنگامی که یک خط جدید هوایی افتتاح می‌شود یا هواپیمای جدیدی به خطوط پروازی اضافه می‌گردد یا هواپیمایی آخرین پروازش را انجام می‌دهد، مسئولان فرودگاه در حرکتی نمادین با ماشین‌های آتش‌نشانی فرودگاهی، در دو سوی هواپیما طاقی از آب برپا می‌کنند و بدینوسیله به آن خوش‌آمد و تبریک می‌گویند.